# Клюква
Клюквата, известна също така като Северна червена боровинка или  Американска червена боровинка (Vaccinium oxycoccos), е вид вечнозелен храст.

## Разпространение и особености
Клюквата обикновено е нискорастящ полу-храст. Листата й са дребни, яйцевидни, със заострен връх. Тя е светлолюбива, но не е взискателна към минералното подхранване. В естествен вид се среща в голямо количество на торфени почви, до езера и из блатисти и влажни места.
Цъфти през май-юни с розово-червени цветове, събрани в съцветия на дръжки.
Плодовете на клюквата са сферични, тъмночервени или с малинова окраска, с маса от 0,5 до 1,9 грама. Богати са на витамин С и по това се сравняват с портокалите, лимоните, грейпфрутите и ягодата. Съдържат и B1, B2, B5, B6, PP. Клюквата е ценен източник на витамин К1 (филохин).
Плодовете узряват през август-септември и въобще са дребни и кисели, с форма наподобяваща ягоди и боровинки. Те се съхраняват добре под снега до пролетта (благодарение на природния консервант бензоена киселина), при което не само не губят качествата си, но и стават по-сладки.

## Използване
В руската народна медицина сок от клюква с мед се използва против кашлица, а разреден с вода - при треска, за сваляне на температурата и за утоляване на жаждата.